# Lijst van voetbalinterlands Argentinië - Sovjet-Unie
Deze lijst van voetbalinterlands is een overzicht van alle officiële voetbalwedstrijden tussen de nationale teams van Argentinië en de Sovjet-Unie. De landen speelden in totaal elf keer tegen elkaar. De eerste ontmoeting, een vriendschappelijke wedstrijd, werd gespeeld in Moskou op 24 juni 1961. Het laatste duel, eveneens een vriendschappelijke wedstrijd, vond plaats op 23 mei 1991 in  Manchester (Verenigd Koninkrijk).

## Wedstrijden
| №  | Plaats         | Datum            | Competitie        | Wedstrijd                | Uitslag |
| -- | -------------- | ---------------- | ----------------- | ------------------------ | ------- |
| 1  | Moskou         | 24 juni 1961     | Vriendschappelijk | Sovjet-Unie − Argentinië | 0 − 0   |
| 2  | Buenos Aires   | 18 november 1961 | Vriendschappelijk | Argentinië − Sovjet-Unie | 1 − 2   |
| 3  | Buenos Aires   | 1 december 1965  | Vriendschappelijk | Argentinië − Sovjet-Unie | 1 − 1   |
| 4  | Belo Horizonte | 2 juli 1972      | Vriendschappelijk | Sovjet-Unie − Argentinië | 0 − 1   |
| 5  | Kiev           | 20 maart 1976    | Vriendschappelijk | Sovjet-Unie − Argentinië | 0 − 1   |
| 6  | Buenos Aires   | 28 november 1976 | Vriendschappelijk | Argentinië − Sovjet-Unie | 0 − 0   |
| 7  | Mar del Plata  | 4 december 1980  | Vriendschappelijk | Argentinië − Sovjet-Unie | 1 − 1   |
| 8  | Buenos Aires   | 14 april 1982    | Vriendschappelijk | Argentinië − Sovjet-Unie | 1 − 1   |
| 9  | West-Berlijn   | 31 maart 1988    | Vriendschappelijk | Sovjet-Unie − Argentinië | 4 − 2   |
| 10 | Napels         | 13 juni 1990     | WK 1990           | Argentinië − Sovjet-Unie | 2 − 0   |
| 11 | Manchester     | 23 mei 1991      | Vriendschappelijk | Argentinië − Sovjet-Unie | 1 − 1   |

## Samenvatting
| Competitie        | Totaal gespeeld | Winst Argentinië | Gelijk | Winst Sovjet-Unie | Doelsaldo Argentinië – Sovjet-Unie |
| ----------------- | --------------- | ---------------- | ------ | ----------------- | ---------------------------------- |
| WK-eindronde      | 1               | 1                | 0      | 0                 | 2 − 0                              |
| Vriendschappelijk | 10              | 2                | 6      | 2                 | 9 − 10                             |
| Totaal            | 11              | 3                | 6      | 2                 | 11 − 10                            |

Wedstrijden bepaald door strafschoppen worden, in lijn met de FIFA, als een gelijkspel gerekend.